# Robinson R22
Die seit 1973 gebaute Robinson R22 ist ein Hubschrauber des US-amerikanischen Flugzeugherstellers Robinson Helicopter. Die Konzeption sah einen einfachen, leichten und kostengünstigen Hubschrauber für Schulungs- und Überwachungszwecke sowie die private Nutzung vor. Er wird (Stand 2010) in der Version R22 Beta II hergestellt. Die Robinson R44 ist das etwas größere, aber ähnlich aufgebaute Schwestermodell der R22. Seit 2010 bietet Robinson mit der Robinson R66 auch ein Modell mit Turbinenantrieb an.

## Beschreibung
Die R22 wird nicht wie heute im Hubschrauberbau üblich mit Wellenturbinen, sondern von einem konventionellen Kolbenmotor des Herstellers Lycoming angetrieben. Da jedoch ein Kolbenmotor im Gegensatz zu einer Freilaufturbine nicht unter Kraftschluss mit dem Rotorsystem angelassen werden kann, wurde der Einsatz einer lösbaren Kupplung notwendig, um für den Anlassvorgang Antrieb und Last zu trennen. Dies wird beim R22 durch eine „Streck“-Spannvorrichtung des Vielfach-Keilriementriebes zwischen Motor und Hauptgetriebe erreicht.
Um trotz des im Vergleich zu einer vergleichbaren Wellenturbine schwereren Kolbenmotors ein akzeptables Leistungsgewicht zu erzielen, wird die R22 in absolutem Leichtbau ausgeführt. Es wurde auf alles verzichtet, was nicht primär zum Betrieb notwendig ist. Gründe der Entscheidung für ein Kolbentriebwerk waren der wesentlich niedrigere Preis und günstigere Ersatzteil- und Wartungskosten im Vergleich zu einem Turbinentriebwerk. Ein weiterer Vorteil, der sich daraus ergibt, ist, dass der Hubschrauber damit auch auf Flugplätzen gewartet und betrieben werden kann, die nicht auf die Wartung und den Betrieb von Turbinenfluggeräten ausgelegt sind oder auf denen kein Kerosin verfügbar ist.
Der weit verbreitete Lycoming O-360, ein luftgekühlter Vierzylinder-Boxermotor, ist in seiner Leistung gedrosselt, um trotz der im Hubschraubereinsatz auftretenden hohen thermischen Belastung die erforderliche Standzeit und Zuverlässigkeit zu erreichen. Fehlende Fahrt- und Propellerwindanströmung durch den Einbau hinter der Zelle machen eine Zwangskühlung durch ein Gebläse erforderlich, das ebenfalls einen Teil der verfügbaren Motorleistung in Anspruch nimmt.
Die R22 ist für zwei Personen mit kleinem Handgepäck jedoch ohne anderweitige Nutzlast ausgelegt und verfügt in der Standardausführung über keinerlei Instrumente für den Instrumentenflug. Die Doppelsteuerung wird nicht über zwei getrennte Steuerorgane realisiert, sondern über einen zentralen Steuerknüppel, auf dem eine Art Bügel befestigt ist und damit eine Steuerung von beiden Sitzpositionen aus ermöglicht. Auf Verkleidungen im Innenraum wurde ebenso verzichtet wie auf eine Vollverkleidung des Rumpfes. Nur so war es möglich, das Leistungsgewicht nicht wesentlich über 4 kg/PS für den vollbelasteten Hubschrauber steigen zu lassen.
Mit einem Basispreis von knapp über 240.000 US-Dollar ist er nicht nur für Flugschulen eine kostengünstige Alternative zu den klassischen Turbinenhubschraubern, sondern in Bezug auf Anschaffung und Unterhalt (Wartung/Verbrauch) auch für die Sport- und Privatfliegerei erschwinglich. Die meisten R22 werden von Flugschulen und von Unternehmen der Medienbranche beschafft. In Australien werden viele R22 beim Cattle Mustering, der modernen Variante des Viehtriebs, eingesetzt. Vor allem unter diesem Nutzungsaspekt kann die R22 seinen größten Vorteil gegenüber seinen in der Regel größeren und schwereren Mitbewerbern ausspielen: seine fast unerreichte Wendigkeit. Hierfür nutzt er einen Vorteil des Kolbenmotors aus, welcher auf Leistungsanforderung erheblich schneller reagiert als eine Turbine. Die R22 kann auf kürzester Distanz aus voller Fahrt in den Langsam- oder Schwebeflug übergehen.
Allerdings häuften sich bis in die Mitte der 1990er-Jahre die Unfälle der R22 sowie der ähnlich konstruierten R44 desselben Herstellers, die eine intensive Beobachtung durch die Luftfahrtbehörden zur Folge hatten. Nach den Ermittlungen der BFU war bei vielen Unfällen die geringe Fähigkeit des Hubschraubersystems, Auswirkungen eines Versagens oder Bedienungsfehlers abzufangen, für die Abstürze mit ursächlich. Besonders Flugzustände mit niedrigen Lastfaktoren (Low Gravity) und zu hektische Steuereingaben führten zu tödlichen Abstürzen, weil die Rotorblätter in den Heckausleger einschlugen und das Fluggerät sich daraufhin in der Luft zerlegte. Als Reaktion auf diese Gefahr mussten die Ausbildungsrichtlinien und die Festlegung der Betriebsgrenzen der Baumuster R22 und R44 modifiziert werden.
Des Weiteren wurde das in der Höhe veränderte Verhalten des nicht aufgeladenen Kolbenmotors einigen Piloten zum Verhängnis. Die Leistung eines solchen Motors nimmt mit zunehmender Höhe weitaus stärker ab als die einer Wellenturbine, da letztere den sinkenden Luftdruck besser kompensieren kann. Hinzu kam das für Wellenturbinen (und somit für Piloten, die auf Turbinenhubschraubern ausgebildet wurden) unbekannte Problem der Vergaservereisung und somit des plötzlichen Motorstillstands.
Ein weiterer der sehr einfachen Bauweise des R22 geschuldeter Nachteil ist die durch die gewichtsreduzierten Rotorblätter geringe kinetische Schwungenergie, die sich bei Autorotationslandungen im antriebslosen Sinkflug im Rotor speichern lässt. Diese Restenergie in der Rotorschwungmasse muss dem Piloten ausreichen, um den Hubschrauber nach dem Ausflaren (Abbau der Vorwärtsfahrt durch Anheben der Flugzeugnase) sicher und weich auf den Kufen aufzusetzen. Entscheidend ist die Höhe, bei welcher der Pilot das Flare-Manöver durchführt. Daher sollen Landungen durch Autorotation bis zum Aufsetzen nur durch geübte Piloten durchgeführt werden. Im Schulbetrieb wird in der Regel auf Autorotationen bis zum Aufsetzen verzichtet und das Manöver einige Meter über dem Boden unmittelbar nach dem Ausflaren durch Hochfahren der Triebwerksleistung beendet, wozu im Sinkflug der Motor im Leerlauf weiter mitlaufen muss.
Tödliche Unfälle beim Viehtrieb in Australien, bei dem die Maschinen ohne Sicherheitshöhe, Sicherheitsgeschwindigkeit und von unerfahrenen Piloten mit halsbrecherischen Flugmanövern geflogen werden, trugen zur Gesamt-Absturzstatistik des R22 gravierend negativ bei.
Ein gut ausgebildeter R22-Pilot kann sich in seiner Maschine sehr sicher fühlen, zumal in Deutschland, Österreich und der Schweiz die wenigsten Abstürze weltweit pro Flugstunde zu verzeichnen sind (Quelle: Luftfahrt-Bundesamt 2007). Dieser Umstand ist nicht nur den dort geltenden Flugausbildungsbestimmungen zuzuschreiben (ein Hubschrauberschein für den R22 kostet etwa 25.000 Euro), sondern vielmehr auch der Tatsache, dass die vorgeschriebenen Wartungspläne in den drei genannten Ländern akribisch eingehalten werden.

## Technische Daten
| Kenngröße                               | Daten                                                                                 |
| --------------------------------------- | ------------------------------------------------------------------------------------- |
| Länge                                   | 8,75 m (28,75 ft) Rumpflänge: 6,30 m                                                  |
| Rotordurchmesser                        | 7,67 m                                                                                |
| Hauptrotorkreisfläche                   | 46,21 m²                                                                              |
| Heckrotordurchmesser                    | 1,07 m                                                                                |
| Höhe                                    | 2,71 m (8 ft und 11 ″)                                                                |
| Höchstgeschwindigkeit                   | 189 km/h (102 kn)                                                                     |
| Reisegeschwindigkeit                    | 178 km/h (96 kn)                                                                      |
| Triebwerk(e)                            | 1 × Lycoming O-360 (131 PS Startleistung) oder O-320 (160 PS Startleistung) (Beta II) |
| Maximale Reichweite                     | 556 km (300 NM)                                                                       |
| Dienstgipfelhöhe                        | 4267 m (14.000 ft)                                                                    |
| Maximale Schwebeflughöhe                | 2880 m (9450 ft)                                                                      |
| Treibstoffmenge                         | 112 l (29,7 US.liq.gal.), inklusive optionalem Zusatztank                             |
| Verbrauch                               | 26,5 bis 37,8 Liter/h (7 bis 10 Gallonen/h)                                           |
| Leermasse (Variante Beta II)            | 417 kg (920 lbs)                                                                      |
| Maximale Abflugmasse (Variante Beta II) | 622 kg (1370 lbs)                                                                     |
| Breite über Kufen                       | 1,93 m (6 ft und 4″)                                                                  |
| Sitzplätze                              | 2                                                                                     |
| Basispreis (Stand 2010)                 | US$ 250.000                                                                           |
| Quelle:                                 |                                                                                       |

## Vergleichbare Hubschraubertypen
- Bell 47 (nicht mehr in Produktion)
- Brantly B-2B
- Enstrom F-28
- RotorWay Exec (Bausatzhubschrauber ähnlicher Größe)
- Schweizer 300C
- Cabri G2